# Cada uno a su manera

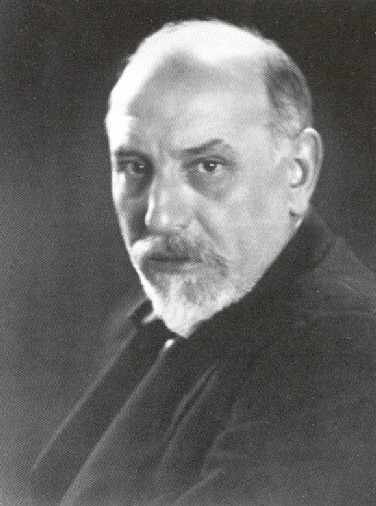
Luigi Pirandello en 1924

Cada uno a su manera, también traducido como Cada cual a su manera (Ciascuno a suo modo, en su título original), es una obra de teatro del dramaturgo italiano Luigi Pirandello, estrenada en 1924. Ejemplo de la técnica denominada Teatro en el Teatro.
Se considera que es la segunda de una trilogía de piezas de teatro dedicadas al teatro: la primera es Seis personajes en busca de autor (Sei personaggi in cerca d'autore, 1921); la tercera, Esta noche se improvisa la comedia (Questa sera si recita a soggetto, 1928-29).

## Argumento
En el salón de la casa burguesa Palegari se discute sobre un altercado que tuvo lugar el día anterior entre Doro Palegari y Francesco Savio acerca de una actriz, Delia Morello por la que se ha suicidado un joven pintor, Giorgio Salvi, quien en la víspera de la boda fue traicionado por la mujer, que comenzó una relación con Michele Rocca, que a su vez iba a casarse con la hermana del pintor.
En el altercado Doro Palegari asumió la defensa de la mujer, mientras que Savio ha defendido los motivos del hombre. Ahora Doro parece próxima a reconocer que, de hecho, tenía razón Savio. Pero éste dice ahora lo contrario. Este cambio de opinión irrita a Doro, que termina insultando gravemente a su interlocutor. En definitiva, se intercambian posiciones, cuando aparece la propia Delia Morello, agradeciendo a Palegari por defenderla, pese a mostrar cierto remordimiento por lo sucedido.
Cae el telón y cuando vuelve a subir muestra una parte del pasillo que conduce a los palcos de platea; el escenario, sin embargo, sigue siendo el espacio total del teatro con comentarios de falsos espectadores y críticos: la discusión deriva en la circunstancia de que la obra se basa en un hecho real de crónica negra, apareciendo los dos protagonistas reales de la historia, escandalizados al verse caricaturizados en una comedia.
El segundo acto se desarrolla en la casa de Savio que se prepara para batirse en duelo por la ofensa recibida, pero de repente llega Delia Morello, en un intento de evitar el choque e incluso Michele Rocca, su amante, que quiere agradecer a Savio por haberlo defendido frente a Palegari. Morello y Rocca en cuanto se ven, se abrazan alocadamente y se alejan en una sorprendente fiebre de pasión. 
Aumentan los rumores entre los espectadores, al tiempo que llegan de nuevo los personajes de la verdadera crónica, que discuten con los actores, por la forma en que los han representado, aunque finalmente terminan comportándose de manera muy similar.
El primer actor y la primera actriz, ofendidos, se niegan a seguir actuando y le comunican al director de escena que no habrá un tercer acto.

## Representaciones
Estrenada en teatro Teatro Filodrammatici de Milán el 22 de mayo de 1924, por la compañía de Dario Niccomedi y con un elenco encabezado por con Vera Vergani, Luigi Cimara y Sergio Tofano. Se repuso en Italia el 28 de enero de 1928 en el Teatro Politeama Giocosa de Nápoles, con Marta Abba, Tina Abba, Rodolfo Martini, Flavio Diaz y Lamberto Picasso. Se volvió a representar en italiano en 1964, con dirección de Luigi Squarzina e interpretación de Alberto Lionello.
En España se estrena un año más tarde en el Teatro Novedades de Barcelona, traducido por Eduardo Marquina y con los actores Mimi Aguglia, Valentí y Alfredo Gómez de la Vega. En mayo de 1926 este montaje se trasladó al Teatro La Latina de Madrid.
La versión inglesa de 1927 (Each in his own way) fue interpretada por Maurice Evans.
En Francia, bajo el título de Chacun sa vérité, se ha representado en numerosas ocasiones: Se estrenó en 1924, en el Théâtre de l'Atelier de París, con dirección de Charles Dullin e interpretación del mismo Dullin, Lucien Arnaud y Geymond Vital. Con posterioridad se repudo: En 1937 en la Comédie-Française, con dirección de Charles Dullin e interpretación del mismo Dullin, Fernand Ledoux, Berthe Bovy, Antoine Balpêtré y Jane Faber. En 1951, con dirección de Julien Bertheau e interpretación de Fernand Ledoux, Berthe Bovy y Jane Faber. En 1953 en el Teatro Comédie de Saint-Étienne, con dirección de René Lesage e interpretación de Christian Marin, Gérard Lorin y Jean Dasté. En 1983, con dirección de François Perier e interpretación de Suzanne Flon y Robert Hirsch. Y en 2003 en el Théâtre Antoine de París, con dirección de Bernard Murat e interpretación de Gisèle Casadesus, Jean-Paul Muel y Anne Kreis.